# Dichrogaster crassicornis
Dichrogaster crassicornis är en stekelart som beskrevs av Horstmann 1976. Dichrogaster crassicornis ingår i släktet Dichrogaster och familjen brokparasitsteklar. Inga underarter finns listade i Catalogue of Life.